# The Johnny Cash Children's Album
The Johnny Cash Children's Album es un álbum del cantante country Johnny Cash lanzado en 1975 bajo el sello de la compañía de discos Columbia. Como el título indica, este álbum fue escrito por niños. Entre otras canciones el CD incluye "Tiger Whitehead" que fue reeditada en el 2006 para el CD Personal File (en este momento Cash está muerto). Muchas de las canciones no han sido interpretadas por Cash, exceptuando "Old Shep" ya interpretada por Elvis Presley. The Johnny Cash Children's Album fue reeditada en el 2006 bajo el sello Legacy Recordings con 4 canciones nuevas incluyendo "My Grandfather's Clock" de Henry Clay Work.

## Canciones
1. Nasty Dan – 2:07
(Jeff Moss)
2. One and One Makes Two – 2:24
(Jeff Moss)
3. I Got a Boy (and His Name is John) – 2:55
(Cash)
4. Little Magic Glasses – 2:22
(Cash)
5. Miss Tara – 2:08
(Cash)
6. Dinosaur Song – 1:28
(Cash y June Carter Cash)
7. Tiger Whitehead – 3:13
(Cash y Nat Winston)
8. Call of the Wild – 2:54
(Billy Mize)
9. Little Green Fountain – 1:50
(Cash)
10. Old Shep – 2:25
(Red Foley)
11. The Timber Man – 2:49
(Cash)

### Canciones extras
1. There's a Bear in the Woods – 2:23
(Cash)
2. Grandfather's Clock – 3:40
(Henry Clay Work)
3. Ah Bos Cee Dah – 2:35
(Cash)
4. Why is a Fire Engine Red – 1:20
(Cash)